# Aderus quadrisignatus
Aderus quadrisignatus é uma espécie de inseto besouro da família Aderidae. Foi descrita cientificamente por George Charles Champion em 1890.

## Distribuição geográfica
Habita no Panamá.